# Malcolm Armstead
Malcolm Ray Armstead (Florence, 1º agosto 1989) è un cestista statunitense naturalizzato kosovaro.

## Palmarès
- Campionato sloveno: 1

Krka Novo mesto: 2013-14
- Coppa di Slovenia: 2

Krka Novo mesto: 2014, 2015
- Supercoppa slovena: 1

Krka Novo mesto: 2014
- Lega Balcanica: 1

Pristina: 2023-24